# Ernest Courtot de Cissey
Ernest Louis Octave Courtot de Cissey (n. 12 septembrie, 1810 - d. 15 iunie, 1882) a fost un general francez și prim-ministrul Franței în perioada 22 mai 1874 - 10 martie 1875.